# Ngozi Okobi
Ngozi Okobi (sinh ngày 14 tháng 12 năm 1993) là một cầu thủ bóng đá người Nigeria chơi ở vị trí tiền đạo cho Esk Whileuna United DFF và đội tuyển bóng đá nữ quốc gia Nigeria.

## Sự nghiệp quốc tế
Ngozi đã chơi World Cup FIFA U17 Bóng đá nữ 2008, World Cup FIFA U17 Bóng đá nữ 2010 và World Cup FIFA U20 Bóng đá nữ 2012 với Falconets (biệt danh của các đội bóng đá quốc gia trẻ Nigeria).
Ở cấp độ chính thức (biệt danh là Super Falcons), cô là một thành viên của đội tham gia các giải đấu Giải vô địch nữ châu Phi năm 2010, 2012 và 2014, chiến thắng hai trong số lần tham dự (2010 và 2014). Cô cũng từng là thành viên trong đội tuyển Nigeria tham gia FIFA World Cup Bóng đá nữ 2015.
Ngozi Okobi chơi cho đội tuyển Nigeria trong đội tuyển bóng đá nữ U17 kể từ năm 2008 và nhận được cuộc triệu tập đầu tiên ngay sau giải đấu U17 vào năm 2010. Nữ tiền đạo đã ghi bàn thắng quốc tế đầu tiên của cô ấy trước đội tuyển Zambia, trận đấu mà cô giúp Nigeria đánh bại đội chủ nhà với tỉ số đậm 6-0 tại Giải vô địch nữ châu Phi 2014.

## Sự nghiệp Câu lạc bộ
Vào ngày 23 tháng 6 năm 2015, Washington Spirit công bố một thỏa thuận (về nguyên tắc) về vấn đề tuyển chọn tiền đạo từ câu lạc bộ quê nhà của cô, Delta Queens đang chơi trong Giải vô địch nữ Nigeria với một khoản phí không được tiết lộ, từ đó biến cô thành người Nigeria thứ ba chuyển đến câu lạc bộ bóng đá nữ quốc gia vào năm 2015 sau tiền đạo Francisca Ordega và lần thứ hai tại World Cup sau hậu vệ Josephine Chukwunonye.
Vào ngày 6 tháng 1 năm 2016, Washington Spirit đã từ bỏ Okobi.